# Дом актёра (Владикавказ)
Дом актёра — памятник архитектуры во Владикавказе, Северная Осетия. Выявленный объект культурного наследия России. Памятник, связанный с жизнью деятелей театрального искусства и историей Великой Отечественной войны. Находится на улице Маркуса, д. 8.
Здание построено в 1900 году на Марьинской улице (современная улица Маркуса) собственником Темир-Булатом Резаковым, владевшим также соседним домом № 10, который он использовал для производства алкогольных напитков.
В доме с 1935—1942 года проживали первые артисты Северо-Осетинского драматического театра. В 1942 году здесь размещался штаб батальона 34-го мотострелкового полка 12-й Орджоникидзевской дивизии НКВД, в котором служили Герои Советского Союза Пётр Парфёнович Барбашёв и Иван Лазаревич Кузнецов. В доме № 28 (объект культурного наследия) на улице Дивизии НКВД при обороне Владикавказа размещался командный пункт этой же дивизии. Также в доме № 8 в 1942 году находилось Управление войск НКВД Закавказского фронта.